# Öhningen
Öhningen es un municipio alemán en el distrito de Constanza, Baden-Wurtemberg. Barrios son Kattenhorn, Schienen und Wangen.

## Geografía
Está ubicado en la península Höri.